# Eckbolsheim
Eckbolsheim é uma comuna francesa na região administrativa de Grande Leste, no departamento Baixo Reno. Estende-se por uma área de 5,34 km². Em 2010 a comuna tinha 7 049 habitantes (densidade: 1 320 hab./km²).